# Араин, Рашид
Рашид Араин (Rasheed Araeen, 1935, Карачи, Пакистан) — пакистанский концептуальный художник, скульптор, живописец и куратор, работает в Англии. Известен в первую очередь как основатель и редактор журнала "Третий текст" (Third Text).

## Биография и творчество
Рашид Араин окончил Университет Карачи (изучал строительство) в 1962 и переехал в Лондон в 1964. Начал работать как художник без специального образования, создавая скульптуры, в которых чувствовалось влияние минимализма и опыта инженера. Металлические скульптуры Араина были модульными, монохромными, использовали открытую систему решеток.
В 1972 под впечатлением от проявлений расизма в Британии, начал интересоваться радикальной политикой и присоединился к движению Черная пантера. Шестью годами позже Араин основал и начал редактировать журнал Black Phoenix, который в 1989 был переименован в Third Text, один из наиболее влиятельных журналов, посвященных искусству, третьему миру, постколониализму и этнической принадлежности.
Его перформанс "Paki Bastard: Portrait of the Artist as a Black Person" (1977) и живопись, такая как  "How Could One Paint a Self-Portrait!" (1978–9) изображает азиатско-британского художника под давлением социального окружения и демонстрирует обеспокоенность проблемами представления идентичности художников третьего мира. В более поздних работах, таких как "I Loves It. It Loves I" (1978–83) и "Green Painting" (1985–6) художник представляет ритуал как форму культурно непереводимого сопротивления в виде фантазий коллективного опыта.
В 1982 Рашид Араин начал проект "Project MRB: Art Education in Multiracial Britain", посвященный исследованию вклада афро-азиатских художников, который затем привел к выставке "The Other Story" в Hayward Gallery в 1989.
В 1995 Араин получил почетную степень Доктора филологии Университета Саутгемптона; в 1997 - степень доктора гуманитарных наук  Университета Восточного Лондона.
В 1999 он получил патент США на изобретение, которое является одновременно плавающей скульптурой и водным видом спорта, а затем в 2001 - патент. В настоящее время Араин разрабатывает проект, который приведет к повторному рассмотрению истории послевоенного искусства в Великобритании. Эта история будет включать художников из всех культур, которые внесли свой вклад в развитие искусства.